# ساب ۲–۹ایکس

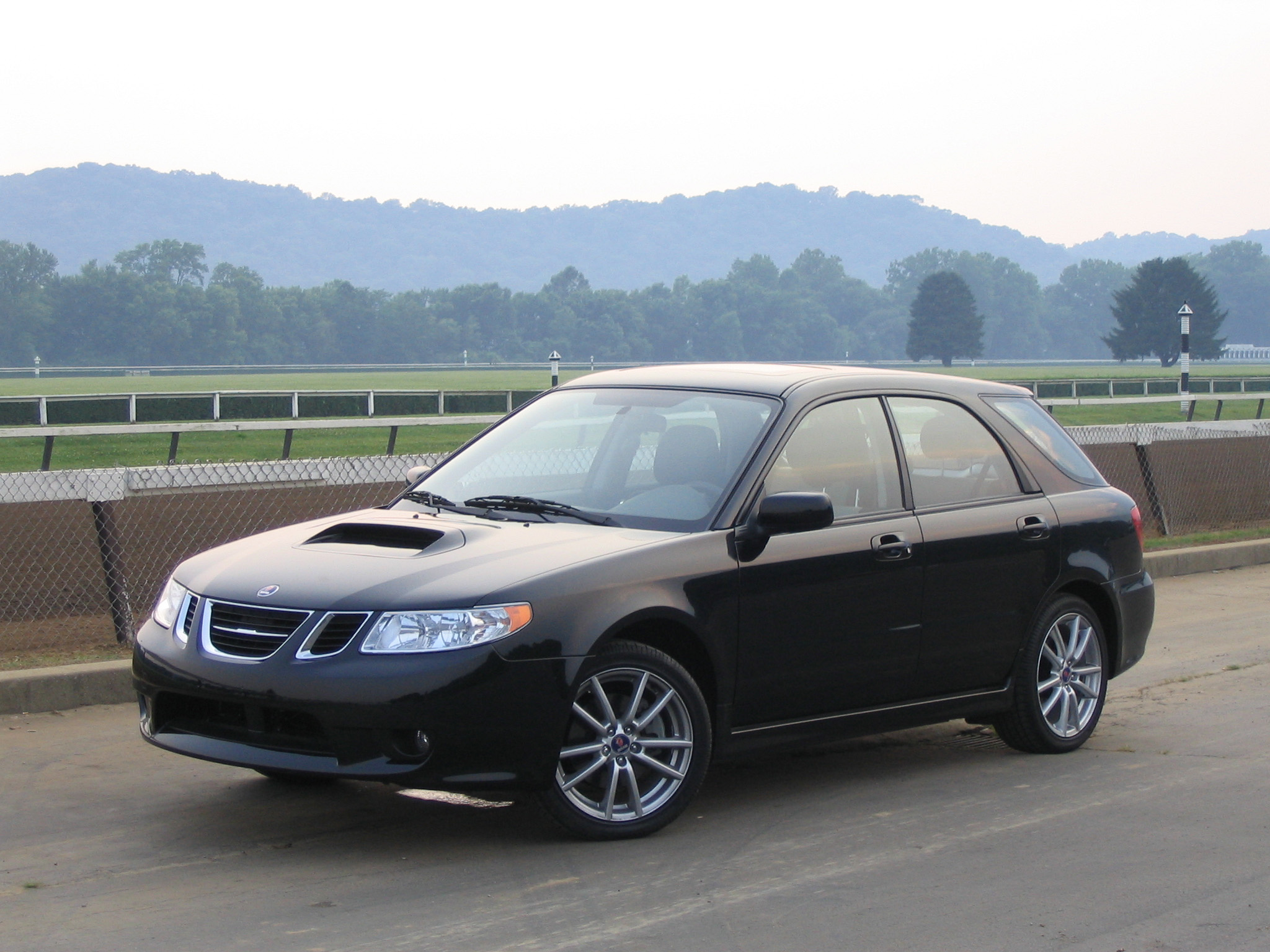

ساب ۲–۹ایکس (Saab 9-2X) خودرویی استیشن واگن ۵ در است محصول شرکت ساب که در سال‌های ۲۰۰۴ تا ۲۰۰۶ در فوجی ژاپن و فقط برای بازار آمریکای جنوبی مونتاژ شده‌است. طراحی آن موتور جلو و خودرو چهار چرخ محرک بوده‌است. سیستم جعبه‌دندهٔ آن ۴ دنده به دو صورت خودکار و دستی است.
پلت فرم این خودرو با نسل دوم سوبارو ایمپرزا یکسان است. نام این خودرو ابتدا ۹۲ایکس بود ولی بعداً به ۲–۹ایکس تغییر یافت